# Leucospis violaceipennis
Leucospis violaceipennis is een vliesvleugelig insect uit de familie Leucospidae. De wetenschappelijke naam is voor het eerst geldig gepubliceerd in 1911 door Strand.